# Élément viral endogène
Endovirus
«  EVE » redirige ici. Pour les autres significations, voir Ève (homonymie).
Un élément viral endogène (EVE), ou endovirus (mot-valise construit sur endogenous virus, « virus endogène »), est une séquence d'ADN présente dans la lignée germinale d'un organisme non viral mais dérivée d'un virus. Les EVE peuvent être des génomes viraux entiers (provirus) ou des fragments de génomes viraux.
Les EVE résultent de l'intégration d'une séquence d'ADN viral dans le génome d'une cellule germinale qui produit ensuite un organisme viable. Un EVE nouvellement établi peut être hérité d'une génération à l'autre en tant qu'allèle de l'espèce hôte. S'il apparaît des individus homozygotes pour cet allèle, l'EVE peut être fixé (en) dans le génome de l'espèce.
Les EVE qui se présentent sous la forme de provirus, notamment les rétrovirus endogènes, peuvent rester capables de produire des virus infectieux dans leur état endogène, en réponse à des hormones ou à des facteurs externes à l'organisme comme des radiations ou à l'exposition à des agents chimiques. La réplication de virus endogènes peut aussi conduire à la prolifération d'insertions virales dans la lignée germinale.
Pour la plupart des virus non rétroviraux, l'intégration à la lignée germinale semble être un événement rare, et les EVE qui en résultent ne sont souvent que des fragments du génome du virus parent. De tels fragments ne sont pas capables de produire un virus infectieux, mais ils peuvent exprimer des protéines ou de l'ARN, notamment des récepteurs transmembranaires . Leur conservation dans le génome, parfois depuis des millions d'années, s'explique par l'avantage évolutif que cette expression peut procurer (on parle alors de virus « domestiqués »).

## Identification et diversité
On a identifié des EVE dans le génome d'animaux, de plantes et de champignons,,,, cette identification étant essentiellement fondée sur leur similarité avec des virus connus. Depuis 2021 on sait que la composition en k-mères des rétrovirus endogènes (ERV) ressemble à celle de leurs homologues exogènes ; en conséquence, il est maintenant possible d'identifier de nouveaux groupes d'ERV dont les parents exogènes se sont éteints ou n'ont pas encore été découverts.
Chez les Vertébrés, les ERV sont relativement courants ; comme l'intégration des rétrovirus au génome nucléaire de la cellule hôte est inhérente à leur cycle de réplication, ils sont prédisposés à pénétrer la lignée germinale de l'hôte. On a aussi identifié des EVE apparentés aux parvovirus, aux filovirus, aux bornavirus et aux circovirus.
Chez les plantes, les EVE dérivés de pararétrovirus sont relativement courants. On a aussi identifié des EVE dérivés de virus non rétrotraduits, notamment de géminivirus et de virus géants du phylum Nucleocytoviricota.

## Exaptation
Les EVE peuvent apporter un avantage sélectif aux individus dans lesquels ils sont insérés, et c'est même la règle quand leur insertion est ancienne, cet avantage expliquant leur conservation. Les protéines exprimées jouent dans l'organisme un rôle généralement différent de celui qu'elles jouaient pour le virus d'origine (exaptation), quoique souvent apparenté.
Ainsi, certains EVE protègent leur hôte contre une infection par des virus du même groupe,.
Dans certains clades de mammifères, y compris les primates supérieurs, les protéines d'enveloppe rétrovirales sont exprimées dans le syncytiotrophoblaste placentaire, et impliquées dans la fusion des cytotrophoblastes pour former la couche syncytiale du placenta. Chez Homo sapiens cette protéine, la syncytine-1, est codée par un rétrovirus endogène dénommé ERVWE1, porté par le chromosome 7. L'intégration de gènes codant la syncytine ou des protéines voisines s'est produite indépendamment dans diverses lignées (en) de mammifères, à partir de différents groupes de rétrovirus endogènes : des gènes distincts ont été identifiés chez les primates, les rongeurs, les lagomorphes, les carnivores et les ongulés, avec des âges d'intégration allant de 10 à 85 Ma.
De même, des guêpes parasitoïdes injectent dans le corps d'autres insectes non seulement leurs œufs, mais aussi des particules virales qui servent à contrer la réponse immunitaire de l'hôte ; les endovirus impliqués ont été intégrés dans leur génome il y a plusieurs millions d'années. De tels endovirus, incapables d'infecter l'organisme hôte d'origine, mais dont les gènes lui sont devenus utiles, sont parfois qualifiés de « virus domestiqués »,.

## Emploi en paléovirologie
Les EVE sont une source rare d'informations rétrospectives sur les virus anciens. De nombreux EVE sont hérités d'événements d'intégration dans la lignée germinale qui se sont produits il y a des millions d'années, et peuvent donc être considérés comme des fossiles viraux. Ces anciens EVE sont un élément important des études paléovirologiques, qui traitent de l'évolution à long terme des virus. L'identification d'EVE orthologues permet d'étalonner la chronologie évolutive des virus, sur la base du temps estimé depuis la divergence des groupes d'espèces hôtes contenant des EVE orthologues. Cette approche a fourni un âge minimal de 12 Ma pour le genre Lentivirus de la famille des Retroviridae, de 30 à 93 Ma pour les Parvoviridae, Filoviridae, Bornaviridae et Circoviridae, et supérieur à 100 Ma chez les Flaviviridae. Les EVE permettent aussi d'appliquer aux virus les méthodes d'horloge moléculaire, pour dater l'évolution virale sur le temps long,.